# Ciril Zlobec
Ciril Zlobec (Ponikve, 1925. július 4. – 2018. augusztus 24.) szlovén költő, író, műfordító, újságíró, politikus.

## Művei

### Verseskötetek
- Pesmi štirih (1953, társszerző Janez Menarttal, Kajetan Kovič-csal és Tone Pavčekkel)
- Pobeglo otroštvo (1957)
- Ljubezen (1958)
- Najina oaza (1964)
- Pesmi jeze in ljubezni (1968)
- Čudovita pustolovščina (1971)
- Dve žgoči sonci (1973)
- Vračanja na Kras (1974)
- Kras (1976)
- Pesmi (1979)
- Glas (1980)
- Pesmi ljubezni (1981)
- Beseda (1985)
- Nove pesmi (1985)
- Rod (1988)
- Moja kratka večnost (1990)
- Ljubezen dvoedina (1993)
- Stopnice k tebi (1995)
- Skoraj himne (1995)
- Ti – jaz – midva (1995)
- Mojih sedemdeset (1995)
- Samo ta dan imam (2000)
- Čudež telovzetja (2004)

### Regények
- Moška leta našega otroštva (1962)
- Testvérem a szent (Moj brat svetnik) (1970); ford. Gállos Orsolya
- Spomin kot zgodba, (1998, önéletrajzi regény)

### Magyarul megjelent műve
- Testvérem, a szent; ford. Gállos Orsolya; Európa, Bp., 1977 (Modern könyvtár)